# デレク・ハフ
デレク・ハフ（英語: Derek Hough, 1985年5月17日 - ）は、アメリカ合衆国の俳優、ダンサー。女優のジュリアン・ハフは実妹。ダンシング・ウィズ・ザ・スターズに出演。生放送ミュージカル『ヘアスプレー』に出演することが決まっている。